# Липшицова функция
Липшицова функция е всяка функция f, за която за всяко x и y е изпълнено неравенството {\displaystyle \mid f(x)-f(y)\mid \leq C\mid x-y\mid }, където C е константа независима от x и y.
Наречена е на името на германския математик Рудолф Липшиц. Една функция се нарича липшицова, ако тя е хьолдерова от първа степен.